# 九龍巴士6P線
九龍巴士6P線及九龍巴士6E線是香港九龍市區的一條巴士路線，來往長沙灣（蘇屋邨）及鯉魚門邨，只於星期一至五繁忙時間服務。惟6E線不經彩虹道及碧雲道。

## 歷史
- 2016年8月15日：6P線投入服務[1][2][3]。
- 2019年8月3日：隨著彩虹道遊樂場附近道路工程完成，該路線往太子道東方向恢復停「彩虹道遊樂場」站，不停「衍慶街」站。[4]
- 2021年5月24日：往蘇屋方向加停油塘公共運輸交匯處。[5]
- 2024年10月7日：6E線投入服務，來往蘇屋及鯉魚門邨，不經彩虹道及碧雲道；6P線因此減至來回方向各開兩班，由蘇屋邨開出之班次服務時間為07:00及07:20，由鯉魚門邨開出之班次服務時間為17:50及18:20。[6]

## 服務時間及班次
6P線於星期一至五由長沙灣（蘇屋邨）開出時間為07:00及07:20，由鯉魚門邨開出時間為17:50及18:20；6E於星期一至五由長沙灣（蘇屋邨）開出時間為07:40，由鯉魚門邨開出時間為18:05。兩線於星期六、日及公眾假期均不設服務。

## 收費
全程：$7.4
| - 本線設有12歲以下小童及65歲或以上長者半價優惠。 - 65歲或以上香港居民使用「樂悠咭」，以及12歲以下合資格殘疾兒童使用「殘疾人士身份」個人八達通繳付車資，均可享有每程$2.0或半價（以較低者為準）的票價優惠；12至64歲合資格殘疾人士使用「殘疾人士身份」個人八達通（包括「樂悠咭」），以及60至64歲香港居民使用「樂悠咭」繳付車資，均可享有每程$2.0或全費（以較低者為準）的票價優惠。 - 65歲或以上長者如使用長者或一般個人八達通繳付車資，則只可享有半價優惠；12至64歲合資格殘疾人士如不使用「殘疾人士身份」個人八達通，以及60至64歲人士如不使用「樂悠咭」繳付車資，必須繳付全費。 - 乘客可以現金或八達通於上車時付款，不設找續。 - 每位成人乘客可免費攜帶最多兩名4歲以下而不佔座位的兒童乘客乘車，超額之4歲以下小童必須繳付小童車費乘車。 - 持有「九巴月票」之乘客在車票有效期內，每日可享最多10程任何九龍巴士及龍運巴士路線（包括本路線，以及聯營路線的九龍巴士／龍運巴士提供的班次；惟乘搭機場「A」及「NA」線則可享原價二七折優惠（不會計算每天10次合資格車程））；而B1線則每日可享最多各2程（不會計算每天10次合資格車程）。 - 九龍巴士、城巴、龍運巴士及陽光巴士全職員工及家屬（不包括外判職員）可免費乘搭本路線，惟必須拍職員或職員家屬八達通。 - 乘客亦可透過多元化電子支付系統（e度嘟）繳付車資，包括使用非接觸式VISA卡、JCB卡、萬事達卡、銀聯卡、美國運通、大來國際、Discover Card、Apple Pay、Google Pay、Samsung Pay、AlipayHK「易乘碼」、支付寶、WeChatHK／微信支付「搭車碼」、銀聯雲閃付「乘車碼」及BOC Pay「乘車碼」。乘客使用此付款方式，使用此支付方式的乘客可享有中途下車之分段收費，以及與其他九巴／龍運獨營路線或聯營線九巴／龍運班次之轉乘優惠，惟不適用於與非九巴／龍運路線之轉乘優惠，亦不能享有「公共交通費用補貼計劃」及「長者及合資格殘疾人士公共交通票價優惠計劃」。 |

### 八達通轉乘優惠
乘客登上本線後150分鐘內以同一張八達通卡轉乘以下路線，或由以下路線轉乘本線，次程可獲車資折扣優惠：
6P←→W2，次程免費。

## 行車路線
6P線由長沙灣（蘇屋邨）開出之班次途經廣利道、長發街、保安道、興華街、青山道、大埔道、白田街、窩仔街、大坑東道、界限街、太子道西、太子道東、彩虹道、太子道東、觀塘道、觀塘道下通道、觀塘道、鯉魚門道、啟田道、德田街、連德道、碧雲道、高超道及欣榮街前往鯉魚門邨；由鯉魚門邨開出之班次途經欣榮街、茶果嶺道、高超道、油塘公共運輸交匯處、高超道、碧雲道、連德道、德田街、啟田道、鯉魚門道、觀塘道、觀塘道下通道、觀塘道、龍翔道、彩虹道、太子道東、天橋、太子道西、基堤道、界限街、大坑東道、窩仔街、南昌街、元州街、東京街、保安道及長發街前往長沙灣（蘇屋邨）。
6E線由長沙灣（蘇屋邨）開出之班次途經廣利道、長發街、保安道、興華街、青山道、大埔道、白田街、窩仔街、大坑東道、界限街、太子道西、太子道東、觀塘道、觀塘道下通道、觀塘道、鯉魚門道、高超道及欣榮街前往鯉魚門邨；由鯉魚門邨開出之班次途經欣榮街、茶果嶺道、高超道、油塘公共運輸交匯處、高超道、鯉魚門道、觀塘道、觀塘道下通道、觀塘道、太子道東、天橋、太子道西、基堤道、界限街、大坑東道、窩仔街、南昌街、元州街、東京街、保安道及長發街前往長沙灣（蘇屋邨）。

### 沿線車站

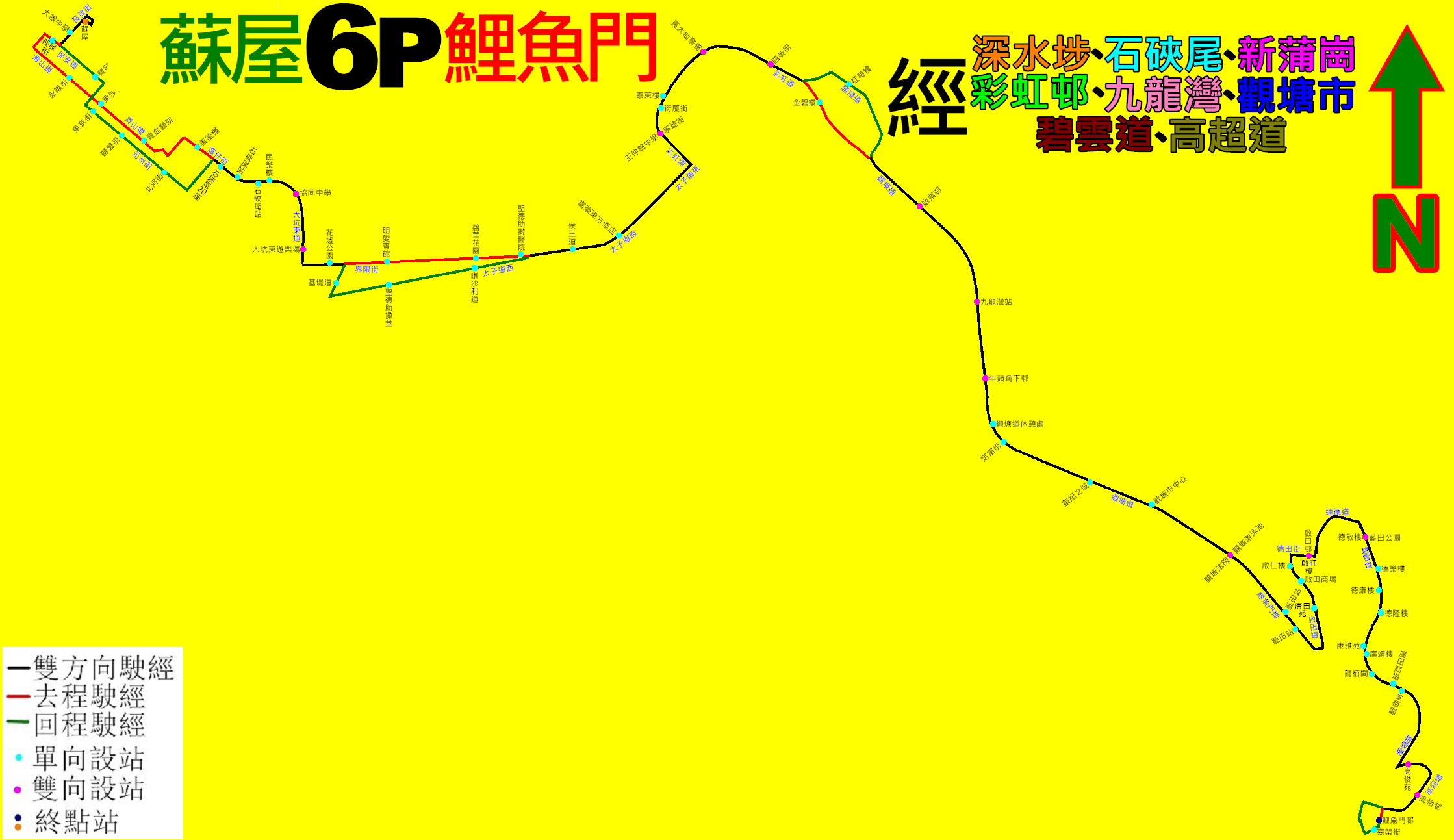
6P線的走線圖

| 蘇屋開                                 | 蘇屋開                                 | 蘇屋開                                 | 蘇屋開                                 | 蘇屋開                                 | 蘇屋開                                 | 鯉魚門邨開                             | 鯉魚門邨開                             | 鯉魚門邨開                             | 鯉魚門邨開                             | 鯉魚門邨開                             | 鯉魚門邨開                             |
| 序號                                   | 序號                                   | 車站名稱                               | 車站名稱                               | 位置                                   | 位置                                   | 序號                                   | 序號                                   | 車站名稱                               | 車站名稱                               | 位置                                   | 位置                                   |
| -------------------------------------- | -------------------------------------- | -------------------------------------- | -------------------------------------- | -------------------------------------- | -------------------------------------- | -------------------------------------- | -------------------------------------- | -------------------------------------- | -------------------------------------- | -------------------------------------- | -------------------------------------- |
| 1                                      | 1                                      | 蘇屋巴士總站                           | 蘇屋巴士總站                           | 蘇屋巴士總站                           | 蘇屋巴士總站                           | 1                                      | 1                                      | 鯉魚門邨                               | 鯉魚門邨                               | 欣榮街                                 | 欣榮街                                 |
| 2                                      | 2                                      | 蘇屋邨杜鵑樓                           | 蘇屋邨杜鵑樓                           | 保安道                                 | 保安道                                 | 2                                      | 2                                      | 嘉榮街                                 | 嘉榮街                                 | 欣榮街                                 | 欣榮街                                 |
| 3                                      | 3                                      | 永隆街                                 | 永隆街                                 | 青山道                                 | 青山道                                 | 3                                      | 3                                      | 油塘巴士總站                           | 油塘巴士總站                           | 油塘公共運輸交匯處                     | 油塘公共運輸交匯處                     |
| 4                                      | 4                                      | 東沙島街                               | 東沙島街                               | 青山道                                 | 青山道                                 | （兩線在此分開，其後路線及車站不相同） | （兩線在此分開，其後路線及車站不相同） | （兩線在此分開，其後路線及車站不相同） | （兩線在此分開，其後路線及車站不相同） | （兩線在此分開，其後路線及車站不相同） | （兩線在此分開，其後路線及車站不相同） |
| 5                                      | 5                                      | 寶血醫院                               | 寶血醫院                               | 青山道                                 | 青山道                                 | 序號 (6P)                              | 車站名稱(6P)                           | 位置(6P)                               | 序號(6E)                               | 車站名稱(6E)                           | 位置(6E)                               |
| 6                                      | 6                                      | 石硤尾邨美笙樓                         | 石硤尾邨美笙樓                         | 窩仔街                                 | 窩仔街                                 | 4                                      | 高怡邨                                 | 高超道                                 | 4                                      | 鯉魚門廣場                             | 鯉魚門道                               |
| 7                                      | 7                                      | 石硤尾站                               | 石硤尾站                               | 窩仔街                                 | 窩仔街                                 | 5                                      | 高俊苑                                 | 高超道                                 | 5                                      | 油塘邨                                 | 鯉魚門道                               |
| 8                                      | 8                                      | 大坑西新邨民樂樓                       | 大坑西新邨民樂樓                       | 窩仔街                                 | 窩仔街                                 | 6                                      | 康栢苑金栢閣                           | 碧雲道                                 | 6                                      | 聖安當女書院                           | 鯉魚門道                               |
| 9                                      | 9                                      | 協同中學                               | 協同中學                               | 大坑東道                               | 大坑東道                               | 7                                      | 康栢苑龍栢閣                           | 碧雲道                                 | 不適用                                 | 不適用                                 | 不適用                                 |
| 10                                     | 10                                     | 大坑東遊樂場                           | 大坑東遊樂場                           | 大坑東道                               | 大坑東道                               | 8                                      | 康雅苑                                 | 碧雲道                                 | 不適用                                 | 不適用                                 | 不適用                                 |
| 11                                     | 11                                     | 花墟公園                               | 花墟公園                               | 界限街                                 | 界限街                                 | 9                                      | 德田邨德康樓                           | 碧雲道                                 | 不適用                                 | 不適用                                 | 不適用                                 |
| 12                                     | 12                                     | 明愛賓館                               | 明愛賓館                               | 界限街                                 | 界限街                                 | 10                                     | 德田邨德敬樓                           | 碧雲道                                 | 不適用                                 | 不適用                                 | 不適用                                 |
| 13                                     | 13                                     | 碧華花園                               | 碧華花園                               | 界限街                                 | 界限街                                 | 11                                     | 啟田邨啟旺樓                           | 德田街                                 | 不適用                                 | 不適用                                 | 不適用                                 |
| 14                                     | 14                                     | 聖德肋撒醫院                           | 聖德肋撒醫院                           | 界限街                                 | 界限街                                 | 12                                     | 啟田商場                               | 啟田道                                 | 不適用                                 | 不適用                                 | 不適用                                 |
| 15                                     | 15                                     | 侯王道                                 | 侯王道                                 | 太子道西                               | 太子道西                               | （兩線在此匯合，其後路線及車站相同）   | （兩線在此匯合，其後路線及車站相同）   | （兩線在此匯合，其後路線及車站相同）   | （兩線在此匯合，其後路線及車站相同）   | （兩線在此匯合，其後路線及車站相同）   | （兩線在此匯合，其後路線及車站相同）   |
| 16                                     | 16                                     | 九龍城轉車站－富豪東方酒店（A5）       | 九龍城轉車站－富豪東方酒店（A5）       | 太子道東                               | 太子道東                               | 序號 (6P)                              | 序號(6E)                               | 車站名稱                               | 車站名稱                               | 位置                                   | 位置                                   |
| （兩線在此分開，其後路線及車站不相同） | （兩線在此分開，其後路線及車站不相同） | （兩線在此分開，其後路線及車站不相同） | （兩線在此分開，其後路線及車站不相同） | （兩線在此分開，其後路線及車站不相同） | （兩線在此分開，其後路線及車站不相同） | 13                                     | 7                                      | 藍田站                                 | 藍田站                                 | 鯉魚門道                               | 鯉魚門道                               |
| 序號 (6P)                              | 車站名稱(6P)                           | 位置(6P)                               | 序號(6E)                               | 車站名稱(6E)                           | 位置(6E)                               | 14                                     | 8                                      | 觀塘法院（F2）                         | 觀塘法院（F2）                         | 鯉魚門道                               | 鯉魚門道                               |
| 17                                     | 王仲銘中學                             | 彩虹道                                 | 17                                     | 譽·港灣                                | 太子道東                               | 15                                     | 9                                      | 創紀之城（B8）                         | 創紀之城（B8）                         | 觀塘道                                 | 觀塘道                                 |
| 18                                     | 啟德花園                               | 彩虹道                                 | 18                                     | 采頤花園                               | 太子道東                               | 16                                     | 10                                     | 定富街                                 | 定富街                                 | 觀塘道                                 | 觀塘道                                 |
| 19                                     | 黃大仙警署                             | 彩虹道                                 | 19                                     | 坪石邨                                 | 太子道東                               | 17                                     | 11                                     | 牛頭角下邨                             | 牛頭角下邨                             | 觀塘道                                 | 觀塘道                                 |
| 20                                     | 四美街                                 | 彩虹道                                 | 不適用                                 | 不適用                                 | 不適用                                 | 18                                     | 12                                     | 九龍灣站                               | 九龍灣站                               | 觀塘道                                 | 觀塘道                                 |
| 21                                     | 彩虹邨碧海樓（M5）                     | 彩虹道                                 | 不適用                                 | 不適用                                 | 不適用                                 | 19                                     | 13                                     | 啟業邨                                 | 啟業邨                                 | 觀塘道                                 | 觀塘道                                 |
| （兩線在此匯合，其後路線及車站相同）   | （兩線在此匯合，其後路線及車站相同）   | （兩線在此匯合，其後路線及車站相同）   | （兩線在此匯合，其後路線及車站相同）   | （兩線在此匯合，其後路線及車站相同）   | （兩線在此匯合，其後路線及車站相同）   | （兩線在此分開，其後路線及車站不相同） | （兩線在此分開，其後路線及車站不相同） | （兩線在此分開，其後路線及車站不相同） | （兩線在此分開，其後路線及車站不相同） | （兩線在此分開，其後路線及車站不相同） | （兩線在此分開，其後路線及車站不相同） |
| 序號 (6P)                              | 序號(6E)                               | 車站名稱                               | 車站名稱                               | 位置                                   | 位置                                   | 序號 (6P)                              | 車站名稱(6P)                           | 位置(6P)                               | 序號(6E)                               | 車站名稱(6E)                           | 位置(6E)                               |
| 22                                     | 20                                     | 啟業邨                                 | 啟業邨                                 | 觀塘道                                 | 觀塘道                                 | 20                                     | 彩虹邨紅萼樓（H5）                     | 龍翔道                                 | 14                                     | 麗晶花園                               | 太子道東                               |
| 23                                     | 21                                     | 九龍灣站（東九文化中心）               | 九龍灣站（東九文化中心）               | 觀塘道                                 | 觀塘道                                 | 21                                     | 四美街                                 | 彩虹道                                 | 15                                     | 采頤花園                               | 太子道東                               |
| 24                                     | 22                                     | 牛頭角下邨                             | 牛頭角下邨                             | 觀塘道                                 | 觀塘道                                 | 22                                     | 黃大仙警署                             | 彩虹道                                 | 不適用                                 | 不適用                                 | 不適用                                 |
| 25                                     | 23                                     | 觀塘道休憩處                           | 觀塘道休憩處                           | 觀塘道                                 | 觀塘道                                 | 23                                     | 彩虹道遊樂場                           | 彩虹道                                 | 不適用                                 | 不適用                                 | 不適用                                 |
| 26                                     | 24                                     | 觀塘市中心（T5）                       | 觀塘市中心（T5）                       | 觀塘道                                 | 觀塘道                                 | 24                                     | 寧遠街                                 | 彩虹道                                 | 不適用                                 | 不適用                                 | 不適用                                 |
| 27                                     | 25                                     | 觀塘游泳池（R2）                       | 觀塘游泳池（R2）                       | 鯉魚門道                               | 鯉魚門道                               | （兩線在此匯合，其後路線及車站相同）   | （兩線在此匯合，其後路線及車站相同）   | （兩線在此匯合，其後路線及車站相同）   | （兩線在此匯合，其後路線及車站相同）   | （兩線在此匯合，其後路線及車站相同）   | （兩線在此匯合，其後路線及車站相同）   |
| 28                                     | 26                                     | 藍田站                                 | 藍田站                                 | 鯉魚門道                               | 鯉魚門道                               | 序號 (6P)                              | 序號(6E)                               | 車站名稱                               | 車站名稱                               | 位置                                   | 位置                                   |
| （兩線在此分開，其後路線及車站不相同） | （兩線在此分開，其後路線及車站不相同） | （兩線在此分開，其後路線及車站不相同） | （兩線在此分開，其後路線及車站不相同） | （兩線在此分開，其後路線及車站不相同） | （兩線在此分開，其後路線及車站不相同） | 25                                     | 16                                     | 喇沙利道                               | 喇沙利道                               | 太子道西                               | 太子道西                               |
| 序號 (6P)                              | 車站名稱(6P)                           | 位置(6P)                               | 序號(6E)                               | 車站名稱(6E)                           | 位置(6E)                               | 26                                     | 17                                     | 聖德肋撒堂                             | 聖德肋撒堂                             | 太子道西                               | 太子道西                               |
| 29                                     | 康田苑                                 | 啟田道                                 | 27                                     | 聖安當女書院                           | 鯉魚門道                               | 27                                     | 18                                     | 基堤道                                 | 基堤道                                 | 基堤道                                 | 基堤道                                 |
| 30                                     | 啟田邨啟仁樓                           | 啟田道                                 | 28                                     | 油塘邨                                 | 鯉魚門道                               | 28                                     | 19                                     | 大坑東遊樂場                           | 大坑東遊樂場                           | 大坑東道                               | 大坑東道                               |
| 31                                     | 啟田邨                                 | 德田街                                 | 不適用                                 | 不適用                                 | 不適用                                 | 29                                     | 20                                     | 協同中學                               | 協同中學                               | 大坑東道                               | 大坑東道                               |
| 32                                     | 藍田公園                               | 碧雲道                                 | 不適用                                 | 不適用                                 | 不適用                                 | 30                                     | 21                                     | 石硤尾站                               | 石硤尾站                               | 窩仔街                                 | 窩仔街                                 |
| 33                                     | 德田邨德樂樓                           | 碧雲道                                 | 不適用                                 | 不適用                                 | 不適用                                 | 31                                     | 22                                     | 石硤尾邨第20座                         | 石硤尾邨第20座                         | 窩仔街                                 | 窩仔街                                 |
| 34                                     | 德田邨德隆樓                           | 碧雲道                                 | 不適用                                 | 不適用                                 | 不適用                                 | 32                                     | 23                                     | 北河街                                 | 北河街                                 | 元州街                                 | 元州街                                 |
| 35                                     | 廣田邨廣靖樓                           | 碧雲道                                 | 不適用                                 | 不適用                                 | 不適用                                 | 33                                     | 24                                     | 營盤街                                 | 營盤街                                 | 元州街                                 | 元州街                                 |
| 36                                     | 廣田商場                               | 碧雲道                                 | 不適用                                 | 不適用                                 | 不適用                                 | 34                                     | 25                                     | 東京街                                 | 東京街                                 | 元州街                                 | 元州街                                 |
| 37                                     | 高俊苑                                 | 高超道                                 | 不適用                                 | 不適用                                 | 不適用                                 | 35                                     | 26                                     | 寶熙苑                                 | 寶熙苑                                 | 保安道                                 | 保安道                                 |
| 38                                     | 高怡邨                                 | 高超道                                 | 不適用                                 | 不適用                                 | 不適用                                 | 36                                     | 27                                     | 佛教大雄中學                           | 佛教大雄中學                           | 長發街                                 | 長發街                                 |
| （兩線在此匯合，其後路線及車站相同）   | （兩線在此匯合，其後路線及車站相同）   | （兩線在此匯合，其後路線及車站相同）   | （兩線在此匯合，其後路線及車站相同）   | （兩線在此匯合，其後路線及車站相同）   | （兩線在此匯合，其後路線及車站相同）   | 37                                     | 28                                     | 蘇屋巴士總站                           | 蘇屋巴士總站                           | 蘇屋巴士總站                           | 蘇屋巴士總站                           |
| 序號 (6P)                              | 序號(6E)                               | 車站名稱                               | 車站名稱                               | 位置                                   | 位置                                   |                                        |                                        |                                        |                                        |                                        |                                        |
| 39                                     | 29                                     | 鯉魚門邨                               | 鯉魚門邨                               | 欣榮街                                 | 欣榮街                                 |                                        |                                        |                                        |                                        |                                        |                                        |